# سينيتا
سينيتا (بالإنجليزية: Sinitta)‏ (ولدت سينيتا ريناي مالون; 19 أكتوبر 1963) مغنية أمريكية عاشت معظم حياتها في المملكة المتحدة.

## روابط خارجية
- الموقع الرسمي
- سينيتا على موقع IMDb (الإنجليزية)
- سينيتا على موقع ميوزك برينز (الإنجليزية)
- سينيتا على موقع أول ميوزيك (الإنجليزية)
- سينيتا على موقع ديسكوغز (الإنجليزية)
- سينيتا على موقع قاعدة بيانات الفيلم (الإنجليزية)